# 開普敦電車
南非開普敦有兩個有軌電車網絡，曾經是其公共交通系統的一部分。現今，兩個網絡均長期關閉。

## 歷史
在建立的兩個網絡中，首個網絡為一個馬拉街車網絡，於1863年5月1日開放。在1896年左右，其轉換為電力操作。從1935年12月21日起，開普敦無軌電車開放，並逐漸取代有軌電車，而當地講英語的人總是稱無軌電車為“無路電車”（Trackless trams）。最終於1939年1月28日關閉。
另一個網絡於1901年11月開通，是一條連接開普敦伯恩賽德路與坎普斯灣及海角的城際電車。其由電力供電，並一直運行至1930年2月17日。

### 延伸閱讀
- Coates, R P. . Cape Town: Struik. 1976. ISBN 0-86977-063-2.
- Gill, Fraser. . Cape Town: Cape Electric Tramways. 1961. OCLC 25942319.
- Pabst, Martin. . Krefeld: Röhr Verlag. 1989. ISBN 3-88490-152-4. （英文） （德文）
- Patton, Brian. . Brora, Sutherland: Adam Gordon. 2002. ISBN 1-874422-39-7.

## 外部連結
维基共享资源上的相關多媒體資源：開普敦電車
- Camps Bay Tramways （页面存档备份，存于） – a description of the line from Cape Town to Camps Bay and Sea Point

33°55′23″S 18°25′20″E / 33.92306°S 18.42222°E